# Lenzersdorf (Leutershausen)
Lenzersdorf (fränkisch: Länzasdorf) ist ein Gemeindeteil der Stadt Leutershausen im Landkreis Ansbach (Mittelfranken, Bayern). Lenzersdorf liegt in der Gemarkung Jochsberg.

## Geografie
Der Weiler liegt südlich des Hagenbachs, einem rechten Zufluss der Altmühl. Im Westen liegt das Waldgebiet Tränkenloh und im Nordwesten Weidlach mit der Sommerleite. 1 km südlich liegt das Flurgebiet Riedenburg. Der Ort liegt an der Staatsstraße 2249, die nach Clonsbach (1,5 km westlich) bzw. zur Staatsstraße 2246 bei Leutershausen führt (2 km östlich).

## Ortsnamendeutung
Der Ortsname wird gedeutet als „zum Dorf des Lanzinc“, wobei Lanzinc vermutlich der Name des Gründers dieser Siedlung war.

## Geschichte
Erstmals urkundlich erwähnt wurde „Lentzi[n]gsdorf“ im Jahr 1368, als Konrad Abendar von Seckendorff und seine Frau Margaret unter anderem ihr Dorf Lenzersdorf ihrem Vetter Johann von Seckendorff zu Jochsberg verkauften. Ein markgräflicher Lehenbrief von 1423 nennt in „Lentzingsdorf“ zwei Güter und fünf Gütlein. Für 1450 weist ein Lehenbuch der Grafschaft Oettingen acht Gütlein in Lenzersdorf aus. Im Besitz der Lehen sind weiterhin die Herren von Seckendorff. Im 16-Punkte-Bericht des brandenburg-ansbachischen Amtes Leutershausen von 1608 heißt es, dass das Dorf aus sechs Mannschaften (=Untertanenfamilien) besteht, die alle vogt-, gült-, steuer- und lehenbar dem Wolf Balthasar von Seckendorff zu Unterlaimbach waren. Der 16-Punkte-Bericht von 1681 sagt aus, dass die sechs Mannschaften Geschlechtern in Nürnberg gehören und dorthin zinsen; die Gemeindeherrschaft und den Hirtenstab aber beanspruchte das Amt Leutershausen. 1732 bestand das Dorf aus sechs Höfen, die der Herrschaft Heßberg gehörten; außerdem gab es ein im Gemeinbesitz befindliches Hirtenhaus. Der Ort war nach St. Peter in Leutershausen gepfarrt. Die Dorf- und Gemeindeherrschaft sowie die Vogtei inner Etter hatten die von Heßberg inne, die Vogtei außer Etter und die Fraisch lagen beim Stadtvogteiamt Leutershausen. Es kam noch einmal zu einem Wechsel der Grundherrschaft, denn gegen Ende des Alten Reiches gehörten die sechs Anwesen von Lenzersdorf, nämlich ein Hof, zwei Halbhöfe, ein Viertelhof und zwei Köblergüter, dem Verwalteramt Burgbernheim des Hochstifts Würzburg; das Hirtenhaus und das Brechhaus waren Gemeindebesitz. Die Hochgerichtsbarkeit lag unverändert beim markgräflichen Stadtvogteiamt Leutershausen. Von 1797 bis 1808 unterstand der Ort dem Justizamt Leutershausen und Kammeramt Colmberg.
Im Rahmen des Gemeindeedikts wurde Lenzersdorf dem 1808 gebildeten Steuerdistrikt Jochsberg zugeordnet. Es gehörte auch der 1810 gegründeten Ruralgemeinde Jochsberg an.
1829 stellte Lenzersdorf mit Georg Michael Wiesinger den Bürgermeister der Gemeinde Jochsberg.
Jochsberg und damit Lenzersdorf wurde im Zuge der Gebietsreform in Bayern zum 1. Januar 1972 in die Stadt Leutershausen im Landkreis Ansbach eingemeindet.

### Baudenkmal
- Mittelalterliches Steinkreuz, weitgehend in den Boden versunken, am Nordrand der Straße nach Clonsbach in der Wiese[19]

### Einwohnerentwicklung
| Jahr      | 001818 | 001840 | 001861 | 001871 | 001885 | 001900 | 001925 | 001950 | 001961 | 001970 | 001987 |
| Einwohner | 35     | 38     | 39     | 40     | 34     | 43     | 36     | 33     | 30     | 26     | 22     |
| Häuser    | 9      | 7      |        |        | 7      | 6      | 5      | 4      | 5      |        | 4      |
| Quelle    | [ 21 ] | [ 22 ] | [ 23 ] | [ 24 ] | [ 25 ] | [ 26 ] | [ 27 ] | [ 28 ] | [ 29 ] | [ 30 ] | [ 1 ]  |

## Religion
Der Ort ist seit Reformation evangelisch-lutherisch geprägt und bis heute nach St. Peter (Leutershausen) gepfarrt. Die Einwohner römisch-katholischer Konfession sind nach Kreuzerhöhung (Schillingsfürst) gepfarrt.